# 提濟烏祖區

36°42′42.8″N 4°2′54.4″E / 36.711889°N 4.048444°E
提濟烏祖區（阿拉伯语：‎），是阿爾及利亞的行政區，位於該國北部，由提濟烏祖省負責管轄，首府設於提濟烏祖，面積102平方公里，2008年人口135,088，人口密度每平方公里1,320人。